# 1902年最高司法院法令
《1902年最高司法院法令》（英語：Supreme Court of Judicature Act 1902；2 Edw 7 c 31) 是英國國會的一項法令。
該法令是《1873至1902年司法院法令》及《1873至1910年司法院法令》之一部分。
第1條將《1875年最高司法院法令》第12條中「three divisions」的字句廢除而代以「two divisions」。